# Lazanki

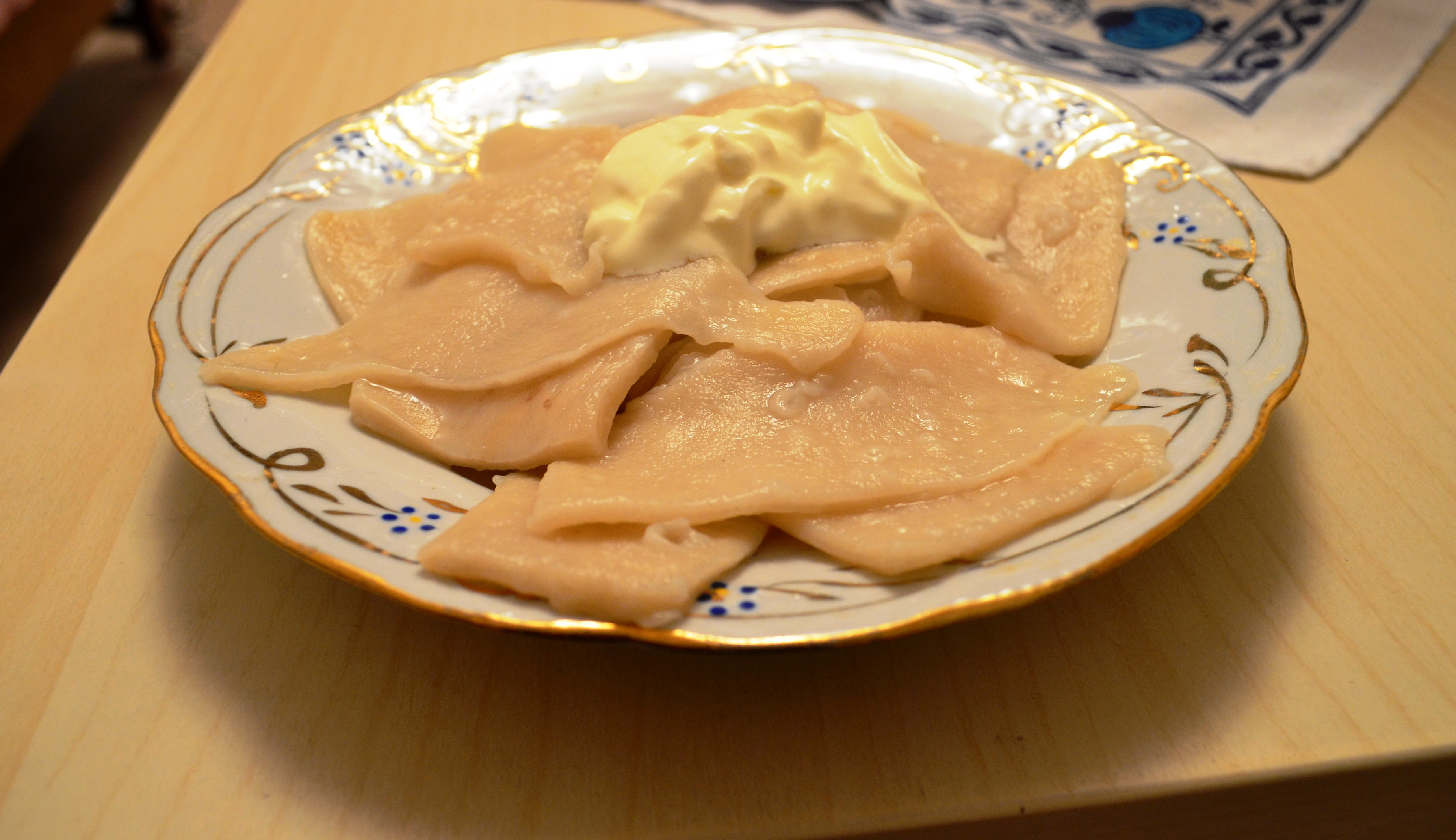
Plat de lazanki.

El Lazanki (en belarús: Лазанкі, en lituà: Skryliai, en polonès: Łazanki) és el nom per a un tipus de plat de pasta.

## Història
Va arribar a la Mancomunitat de Polònia-Lituània a mitjan segle xvi, quan Bona Sforza, –reina de Polònia i Gran Duquessa de Lituània– esposa italiana del rei Segimon I, va portar l'alta cuina italiana al país. A diferència de la majoria dels plats italians en aquestes parts d'Europa, el lazanki ha sobreviscut al segle xxi.

## Preparació
Es realitza la massa, de sègol o fajol, amb el roleu de fusta fins a formar una massa fina que es talla a triangles o rectangles, es bull, s'escorre, i es prepara amb cansalada de porc fregit, o nata agra. A Polònia, sovint es mescla amb col o xucrut i petits trossos de salsitxa, carn i/o bolets.